# President de la Comissió Nacional de Defensa de Corea del Nord
El President de la Comissió Nacional de Defensa de Corea del Nord (en coreà: 국방위원회 위원장) és el comandant suprem de l'Exèrcit Popular de Corea i el lloc de màxim poder efectiu del Govern de Corea del Nord. Segons la Llei, el president té la més alta autoritat administrativa, i el seu càrrec va ser confirmat el 5 de setembre de 1998 com el major de l'Estat.
L'Assemblea Popular Suprema escull al president per a un període de 5 anys. L'elecció és celebrada immediatament després de l'elecció de l'Assemblea Popular Suprema del Poble. El primer president de la Comissió Nacional va ser Kim Jong-il, que fou escollit el 9 d'abril de 1993. Fou escollit de nou en els anys 1998, 2003 i 2009, l'anterior líder va morir en desembre de 2011.

## Autoritat i posició legal i constitucional
Existeix un debat al voltant de si «la més alta autoritat de l'Estat» ha de ser considerada com un càrrec equivalent a cap d'Estat. Kim Il-sung, l'anterior líder de Corea del Nord, va ser declarat President Etern de la República, però aquest honor és una part del seu extensiu culte a la personalitat.
El president del presídium de l'Assemblea Popular Suprema, posseeix les funcions diplomàtiques que un cap d'estat pot assumir normalment, és tanmateix considerat en algunes ocasions com un carrec equivalent a cap de l'Estat. Les disposicions constitucionals de Corea del Nord solen ser poc clares pels observadors exteriors i és difícil determinar l'estatus oficial del president de la Comissió Nacional. No obstant això, aquest és legalment el líder més poderós del govern de Corea del Nord.

## Presidents
| Imatge | Nom         | Període                                  | Biografia                                             |
| ------ | ----------- | ---------------------------------------- | ----------------------------------------------------- |
|        | Kim Jong-il | 9 d'abril de 1993-17 de desembre de 2011 | 16 de febrer de 1942-17 de desembre de 2011 (69 anys) |
|        | Kim Jong-un | 24 de desembre de 2011-                  | 8 de gener de 1983-                                   |